# Gare de Saint-Pol-de-Léon
Ne doit pas être confondu avec Gare de Saint-Pol-sur-Ternoise.
La gare de Saint-Pol-de-Léon est une gare ferroviaire française de la ligne de Morlaix à Roscoff, située sur la commune de Saint-Pol-de-Léon, dans le département du Finistère, en région Bretagne.
Elle est mise en service en 1883 par la compagnie des chemins de fer de l'Ouest.
C'est une halte voyageurs de la Société nationale des chemins de fer français (SNCF), desservie jusqu'en 2018 par des trains TER Bretagne, circulant entre Morlaix et Roscoff. Aujourd'hui, des cars desservent toujours la gare.

## Situation ferroviaire
Établie à 28 mètres d'altitude, la gare de Saint-Pol-de-Léon est située au point kilométrique (PK) 21,582 de la ligne de Morlaix à Roscoff, entre les gares ouvertes de Morlaix et Roscoff.

## Histoire
Les expéditions de légumes, jusque-là surtout limitées aux oignons et aux pommes de terre, exigent un transport plus rapide avec le développement des artichauts et des choux-fleurs. Saint-Pol est obligé de demander la construction du chemin de fer Roscoff-Morlaix pour permettre aux produits d’arriver à Morlaix plus rapidement qu’en charrette.
L'administration des ponts et chaussées réalise les travaux de la voie ferrée d'intérêt local de Morlaix à Roscoff, inscrite sous le numéro 74 dans le plan Freycinet de 1879. La gare de Saint-Pol-de-Léon est mise en service le 10 juin 1883, par la compagnie des chemins de fer de l'Ouest lors de l'inauguration de la ligne de Morlaix à Roscoff dont elle devient concessionnaire à titre provisoire ce même jour. Le granite de St Pol (granite de Sainte-Catherine) est utilisé pour la construction du soubassement. Un peu plus tard, la ville est desservie par une ligne de chemin de fer unissant Saint-Pol à Lesneven.

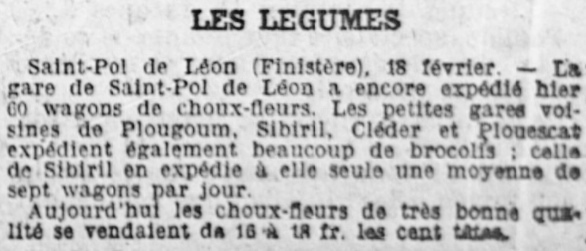
Article du journal L'Ouest-Éclair évoquant en février 1910 l'expédition de choux-fleurs et de brocolis.

En 1890, Saint-Pol est le centre commercial le plus important de France pour l'exportation de légumes. Elle a longtemps été première gare légumière d'Europe. L'Hôtel de la Gare ouvre ses portes en 1905. La première locomotive, affectée à la ligne Plouescat-Saint-Pol-de-Léon, fut livrée à Landerneau le 8 juin 1906 (elle était la 20e du réseau CFDT qui en comprenait 29). En 1913-14, deux trajets directs allaient de Brest à Saint-Pol, d'une durée de 3h20 : départ à 6h56 et arrivée à 10h19 ou départ à 15h30 et arrivée 18h50. Le chemin de fer fut le seul moyen utilisé pour transporter les légumes jusqu'en 1932, concurrencé ensuite par le transport routier. Il connut cependant un regain d'activité, grâce à une loi de 1935.
En 1950, la cinquantaine d'agents SNCF et les groupeurs gèrent l'expédition de 120 000 tonnes de légumes environ ; les registres rappellent que sur les 11 mois de janvier à novembre, 17 150 wagons quittent Saint-Pol, dont 7 000 chargés de choux-fleurs, autant d'artichauts et le reste de pommes de terre, oignons, carottes... Les jours de pointe, il faut acheminer quotidiennement 200 à 250 wagons, desservant une centaine de villes en France et à l'étranger. Les wagons complets qui partent à destination de l'Allemagne et de la Belgique sont visités par des douaniers à Saint-Pol puis plombés. Cette opération administrative accomplie au départ permet un gain de dix à douze heures sur la durée du trajet comprenant la visite aux frontières.
Petite gare de 3e classe, elle est néanmoins l'une des plus rentables de la SNCF. À elle seule, cette même année, elle réalise grâce au trafic de marchandises 2 % des recettes totales de la régie sur la France. Et près de 45 000 voyageurs prennent le train à Saint-Pol en 1950. En 1961, le seul transport des choux-fleurs et des artichauts de la Ceinture dorée rapporte au Fer une recette d'un milliard et demi d'anciens francs (2,25 M€). L’apogée du trafic sur cette ligne se situe entre 1957 et 1980, entraînant la circulation de jusqu’à 500 wagons par jour. Mais progressivement, la concurrence du camion et du navire raflera le marché de l'exportation des légumes. Déjà en 1949, 20 000 tonnes de choux-fleurs furent expédiées par mer au départ de Roscoff. Pourtant, pendant longtemps, les importateurs préféraient recevoir leur marchandise par wagon, en transit par train-ferry. Il fallait alors 56 heures pour voir arriver les choux-fleurs à Londres après leur départ de Saint-Pol ! Les premières statistiques pour l'Angleterre datent de 1926 avec 581 tonnes de choux-fleurs expédiés. En 1928 elles passent à 7 189 tonnes et en 1931 à 19 864 tonnes.

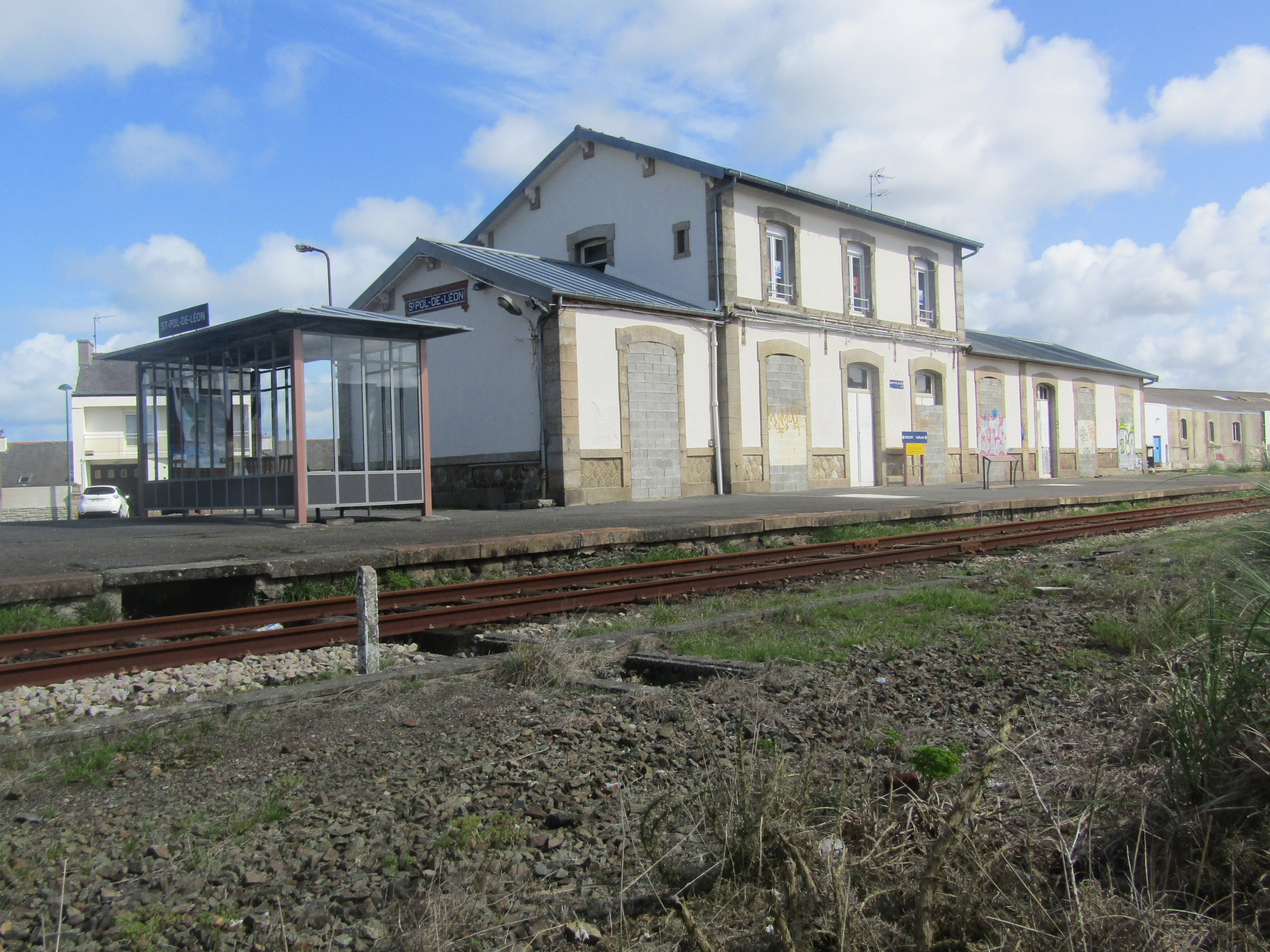
Le bâtiment voyageurs en 2017.

Jusqu'en 1985, il était possible de rejoindre directement Paris. Jusqu'en 2018, le trafic voyageurs perdure avec quelques autorails sur la ligne de Morlaix à Roscoff (deux aller-retour par jour en hiver et trois en été) avec un seul arrêt en gare, à Saint-Pol. Depuis l'endommagement de la ligne par des inondations le 3 juin 2018, le trafic est suspendu. La SNCF annonce qu’elle cesse d’exploiter cet axe ferroviaire en 2018, avant que ne soit restituée l’étude socio-économique engagée par la Région Bretagne.

## Service des voyageurs

### Accueil
La halte voyageurs SNCF était un point d'arrêt non géré (PANG) à accès libre

### Desserte
Saint-Pol-de-Léon est desservie jusqu'en 2018 par des trains TER Bretagne qui circulent sur la ligne 23, entre la gare de Roscoff et celle de Morlaix.

### Intermodalité
La gare reste desservie, via un arrêt situé à 300 mètres, par les lignes 925 et 929 du réseau BreizhGo, cette dernière assurant le remplacement des trains.

## Patrimoine ferroviaire
Bien qu'il n'ait plus d'utilité pour le service ferroviaire, l'ancien bâtiment voyageurs d'origine datant du XIXe siècle, existe toujours et a été transformé en plusieurs lots. Au rez-de-chaussée, une brasserie y est ouverte, à l'étage, une école de musique.